# 14. vlada Republike Slovenije
14. vlada Republike Slovenije je bila Vlada Republike Slovenije, ki jo je po tem, ko je predsednik 13. vlade Marjan Šarec (LMŠ) januarja 2020 odstopil, sestavil mandatar Janez Janša. Koalicijo so poleg Slovenske demokratske stranke sestavile še Stranka modernega centra, Nova Slovenija in Demokratična stranka upokojencev Slovenije. Vlada je mandat nastopila s potrditvijo v državnem zboru, 13. marca 2020, v času začetka epidemije koronavirusa. Brez članov podpornih strank je imela koalicija 48 glasov podpore, ki se je zaradi odhoda dveh poslancev iz Stranke modernega centra zmanjšala na 46.
Vlado je v začetku sestavljalo sedemnajst ministrov. Predsedniki koalicijskih strank Zdravko Počivalšek, Matej Tonin in Aleksandra Pivec so ob imenovanju vlade postali podpredsedniki vlade. Pivčeva je po odhodu z vrha stranke in odstopu z mesta ministrice, podpredsedniški položaj izgubila. Stranko DeSUS je decembra 2020 prevzel Karl Erjavec, ki pa je zavrnil svoje sodelovanje v vladi. Slaba dva tedna po njegovi vrnitvi v stranko sta bila sklicana izvršni odbor in svet stranke DeSUS, ki je s 17. decembrom izstopila iz vlade. Svoja ministra so pustili na položaju, dokler ju predsednik vlade ne bo razrešil. Zdravstveni minister Tomaž Gantar je odstopil naslednji dan. Ob izstopu DeSUS iz vlade je vlada formalno postala manjšinska, a je s podporo iz opozicije na glasovanjih še vedno dosegala večino. 26. marca 2021 so iz poslanske skupine Stranke modernega centra izstopili poslanci Janja Sluga, Branislav Rajić in predsednik državnega zbora Igor Zorčič, s čimer je formalna moč koalicije padla na 38 poslancev. Zorčič s funkcije predsednika DZ ni želel odstopiti, kot to veleva tradicija, zato je koalicija vložila predlog za njegovo razrešitev in za predsednika DZ predlagala Jožefa Horvata. Zamenjava v treh poskusih ni uspela. 17. julija 2021 je vlada povečala ministrsko ekipo, dodan je bil minister brez resorja, pristojen za digitalno preobrazbo. Na to mesto je bil v državnem zboru imenovan Mark Boris Andrijanič, ki je pripadel kvoti Nove Slovenije. Decembra 2021 se je vladna stranka SMC preimenovala v Konkretno. 
V času 14. vlade Republike Slovenije je potekalo drugo slovensko predsedovanje Svetu Evropske unije, ki je potekalo med 1. julijem in 31. decembrom 2021. V sklopu predsedovanja je bilo izvedenih 222 dogodkov, od tega 57 odstotkov v fizični obliki, ki se jih je skupaj udeležilo 1682 ljudi. Slovensko predsedovanje je vodilo 1413 sestankov delovnih skupin Sveta.
Vlada je imela polna pooblastila do 13. maja 2022, ko je bil konstituiran 9. sklic Državnega zbora Republike Slovenije. Vlada je tekoče posle opravljala do 1. junija 2022, ko je prisegla vlada Roberta Goloba. Stranki Konkretno se na volitvah v parlament ni uspelo uvrstiti, Slovenska demokratska stranka in Nova Slovenija pa sta postali opozicijski stranki. 

## Položaji v vladi
| Služba                                                                     | Položaj | Ime                   | Slika | Stranka   | Državni sekretarji |
| -------------------------------------------------------------------------- | --- | --------------------- | ----- | --------- | --- |
| Vlada Republike Slovenije                                                  | Predsednik vlade | Janez Janša           |       | SDS       | - Peter Šuhel - Vinko Gorenak - Igor Senčar - Žan Mahnič - Jelka Godec - Katja Triller Vrtovec - Marjan Dolinšek - Bojan Pograjc - Jelko Kacin - Polona Rifelj |
| Ministrstvo za gospodarstvo                                                | Minister, podpredsednik vlade | Zdravko Počivalšek    |       | Konkretno | - Simon Zajc - Andrej Čuš |
| Ministrstvo za obrambo                                                     | Minister, podpredsednik vlade | Matej Tonin           |       | NSi       | - Janez Žakelj - Tone Slak |
| Ministrstvo za zunanje zadeve                                              | Minister | Anže Logar            |       | SDS       | - Gašper Dovžan - Stanislav Raščan |
| Ministrstvo za finance                                                     | Minister | Andrej Šircelj        |       | SDS       | - Katja Lautar - Maja Hostnik Kališek |
| Ministrstvo za notranje zadeve                                             | Minister | Aleš Hojs             |       | SDS       | - Franc Kangler - Božo Predalič |
| Ministrstvo za šolstvo                                                     | Ministrica | Simona Kustec         |       | Konkretno | - Damir Orehovec - Mitja Slavinec |
| Ministrstvo za okolje in prostor                                           | Minister | Andrej Vizjak         |       | SDS       | - Metka Gorišek - Bojan Purg |
| Ministrstvo za delo, družino, socialne zadeve in enake možnosti            | Minister | Janez Cigler Kralj    |       | NSi       | - Cveto Uršič - Mateja Ribič |
| Ministrstvo za infrastrukturo                                              | Minister | Jernej Vrtovec        |       | NSi       | - Aleš Mihelič |
| Ministrstvo za pravosodje                                                  | Minister | Marjan Dikaučič       |       | Konkretno | - Zlatko Ratej - Josip Lukenda |
| Ministrstvo za kulturo                                                     | Minister | Vasko Simoniti        |       | SDS       | - Ignacija Fridl Jarc |
| Ministrstvo za zdravje                                                     | Minister | Janez Poklukar        |       | /         | - Alenka Forte - Franc Vindišar |
| Ministrstvo za kmetijstvo, gozdarstvo in prehrano                          | Minister | Jože Podgoršek        |       | NSi       | - Aleš Irgolič - Anton Harej |
| Ministrstvo za javno upravo                                                | Minister | Boštjan Koritnik      |       | Konkretno | - Boštjan Jambrovič - Urška Ban |
| Služba Vlade Republike Slovenije za razvoj in evropsko kohezijsko politiko | Minister brez resorja pristojen za področje razvoja, strateške projekte in kohezijo                                                 | Zvone Černač          |       | SDS       | - Monika Kirbiš Rojs |
| Urad Vlade Republike Slovenije za Slovence v zamejstvu in po svetu         | Ministrica za področje odnosov med RS in avtohtono slovensko narodno skupnostjo v sosednjih državah ter med RS in Slovenci po svetu | Helena Jaklitsch      |       | SDS       | - Dejan Valentinčič |
| Služba Vlade Republike Slovenije za digitalno preobrazbo                   | Minister brez resorja pristojen za digitalno preobrazbo                                                                             | Mark Boris Andrijanič |       | NSi       | - Peter Geršak |

### Kabinet predsednika vlade
| Vodja kabineta | Državni sekretarji                                                                | Državni sekretarji                                             | Državni sekretarji                     | Državni sekretarji                       | Državni sekretarji                               | Državni sekretarji                                   | Državni sekretarji                                      | Državni sekretarji                                    | Državni sekretarji                                                        |
| -------------- | --------------------------------------------------------------------------------- | -------------------------------------------------------------- | -------------------------------------- | ---------------------------------------- | ------------------------------------------------ | ---------------------------------------------------- | ------------------------------------------------------- | ----------------------------------------------------- | ------------------------------------------------------------------------- |
|                |                                                                                   |                                                                |                                        |                                          |                                                  |                                                      |                                                         |                                                       |                                                                           |
| Peter Šuhel    | Vinko Gorenak                                                                     | Igor Senčar                                                    | Žan Mahnič                             | Jelka Godec                              | Katja Triller Vrtovec                            | Marjan Dolinšek                                      | Bojan Pograjc                                           | Jelko Kacin                                           | Polona Rifelj                                                             |
| Peter Šuhel    | državni sekretar za koordinacijo med Vlado Republike Slovenije in Državnim zborom | državni sekretar za koordinacijo mednarodnih zadev in zadev EU | državni sekretar za nacionalno varnost | državna sekretarka za področje zdravstva | državna sekretarka za področje debirokratizacije | državni sekretar za področje izobraževanja in športa | državni sekretar za vojaške, obrambne in zunanje zadeve | državni sekretar za koordinacijo množičnega cepljenja | državna sekretarka za področje malega gospodarstva, podjetništva in obrti |

## Nekdanji ministri
| Ime                    | Naziv                                            | Ministrstvo                                       | Odhod                                                                                 | Razlog za odstop | Naslednik                          |
| ---------------------- | ------------------------------------------------ | ------------------------------------------------- | ------------------------------------------------------------------------------------- | --- | ---------------------------------- |
| Aleksandra Pivec DeSUS | Ministrica za kmetijstvo, gozdarstvo in prehrano | Ministrstvo za kmetijstvo, gozdarstvo in prehrano | Odstopila 5. oktobra 2020, funkcijo opravljala do 15. oktobra.                        | Po razhajanju v stranki, ki so mu kljubovali domnevni sporni obiski ministrice Pivec v Izoli in podjetju Vina Koper, je poslanska skupina Pivčevo pozvala, da odstopi z mesta predsednice stranke in ministrice za kmetijstvo, gozdarstvo in prehrano. Pivčeva je 9. septembra 2020 sestopila z vrha stranke. Na poziv začasnega vodstva stranke in poslanske skupine po odstopu z ministrskega mesta, je premier Janez Janša v državni zbor poslal predlog razrešitve Pivčeve, ta je sama odstopila na dan glasovanja, 5. oktobra 2020. Janša se je Pivčevi zahvalil za njeno delo. | Jože Podgoršek                     |
| Tomaž Gantar DeSUS     | Minister za zdravje                              | Ministrstvo za zdravje                            | 18. december 2020                                                                     | Po izstopu stranke DeSUS iz koalicije je stranka predsedniku vlade Janši prepustila odločitev glede njenih ministrov. Gantar je dan po odločitvi stranke odstopil sam, začasno pa je njegov resor prevzel Janša sam. | Janez Janša (v. d.) Janez Poklukar |
| Lilijana Kozlovič SMC  | Ministrica za pravosodje                         | Ministrstvo za pravosodje                         | 27. maj 2021                                                                          | Ministrica je odstopila po tem, ko je vlada na seji razveljavila postopek imenovanja novih dveh slovenskih evropskih tožilcev. | Marjan Dikaučič                    |
| Jože Podgoršek NSi     | Minister za kmetijstvo, gozdarstvo in prehrano   | Ministrstvo za kmetijstvo, gozdarstvo in prehrano | Odstopil 20. aprila 2022, funkcijo opravljal do primopredaje poslov z naslednjo vlado | Minister Jože Podgoršek je odstopil po tem, ko so mediji objavili, da ni plačal računa za nastanitev v Hotelu Bohinj, kjer sta se z ženo mudila med 27. in 30. januarjem 2022. | /                                  |

## Sestavljanje vladne koalicije
- 3. februarja 2020 je predsednik SDS Janez Janša vsem strankam, poslal vabilo na pogovore o novi koaliciji.[18]
- 25. februarja 2020 je bila podpisana koalicijska pogodba.[19]
- 3. marca 2020 je bil Janez Janša z 52 glasovi potrjen za predsednika vlade Republike Slovenije.[20]

### Glasovanje o mandatarju
| Datum         | Kandidat    | Predlagatelj                   | ZA | PROTI | NEVELJAVNI | Opombe                                                     |
| ------------- | ----------- | ------------------------------ | -- | ----- | ---------- | ---------------------------------------------------------- |
| 3. marec 2020 | Janez Janša | Predsednik Republike Slovenije | 52 | 31    | 1          | tajno glasovanje, za izvolitev potrebna večina (46 glasov) |

### Glasovanje o vladi
| Datum          | Predsednik vlade | ZA | PROTI | VZDRŽANI | Opombe                               |
| -------------- | ---------------- | -- | ----- | -------- | ------------------------------------ |
| 13. marec 2020 | Janez Janša      | 52 | 31    | 1        | za izvolitev potrebna navadna večina |

### Zaslišanja ministrov na odborih
| Resor                                                                 | Ime                   | Stranka   | Glasovanje       | Glasovanje       | Glasovanje       | Sklic  |
| Resor                                                                 | Ime                   | Stranka   | DA               | NE               | VZ               | Sklic  |
| --------------------------------------------------------------------- | --------------------- | --------- | ---------------- | ---------------- | ---------------- | ------ |
| Minister za gospodarski razvoj in tehnologijo                         | Zdravko Počivalšek    | SMC       | 12. marec 2020   | 12. marec 2020   | 12. marec 2020   | [ 21 ] |
| Minister za gospodarski razvoj in tehnologijo                         | Zdravko Počivalšek    | SMC       | 10               | 2                | 5                | [ 21 ] |
| Minister za obrambo                                                   | Matej Tonin           | NSi       | 10. marec 2020   | 10. marec 2020   | 10. marec 2020   | [ 22 ] |
| Minister za obrambo                                                   | Matej Tonin           | NSi       | 11               | 6                | 2                | [ 22 ] |
| Minister za kmetijstvo, gozdarstvo in prehrano                        | Jože Podgoršek        | DeSUS     | 12. oktober 2020 | 12. oktober 2020 | 12. oktober 2020 | [ 23 ] |
| Minister za kmetijstvo, gozdarstvo in prehrano                        | Jože Podgoršek        | DeSUS     | 10               | 0                | 9                | [ 23 ] |
| Ministrica za izobraževanje, znanost in šport                         | Simona Kustec         | SMC       | 12. marec 2020   | 12. marec 2020   | 12. marec 2020   | [ 24 ] |
| Ministrica za izobraževanje, znanost in šport                         | Simona Kustec         | SMC       | 10               | 6                | 1                | [ 24 ] |
| Minister za delo, družino, socialne zadeve in enake možnosti          | Janez Cigler Kralj    | NSi       | 10. marec 2020   | 10. marec 2020   | 10. marec 2020   | [ 25 ] |
| Minister za delo, družino, socialne zadeve in enake možnosti          | Janez Cigler Kralj    | NSi       | 9                | 8                | 0                | [ 25 ] |
| Minister za infrastrukturo                                            | Jernej Vrtovec        | NSi       | 12. marec 2020   | 12. marec 2020   | 12. marec 2020   | [ 26 ] |
| Minister za infrastrukturo                                            | Jernej Vrtovec        | NSi       | 11               | 7                | 3                | [ 26 ] |
| Minister za notranje zadeve                                           | Aleš Hojs             | SDS       | 11. marec 2020   | 11. marec 2020   | 11. marec 2020   | [ 27 ] |
| Minister za notranje zadeve                                           | Aleš Hojs             | SDS       | 11               | 8                | 0                | [ 27 ] |
| Minister za okolje in prostor                                         | Andrej Vizjak         | SDS       | 12. marec 2020   | 12. marec 2020   | 12. marec 2020   | [ 28 ] |
| Minister za okolje in prostor                                         | Andrej Vizjak         | SDS       | 12               | 6                | 3                | [ 28 ] |
| Minister za finance                                                   | Andrej Šircelj        | SDS       | 11. marec 2020   | 11. marec 2020   | 11. marec 2020   | [ 29 ] |
| Minister za finance                                                   | Andrej Šircelj        | SDS       | 11               | 8                | 0                | [ 29 ] |
| Minister za kulturo                                                   | Vasko Simoniti        | SDS       | 13. marec 2020   | 13. marec 2020   | 13. marec 2020   | [ 30 ] |
| Minister za kulturo                                                   | Vasko Simoniti        | SDS       | 12               | 5                | 2                | [ 30 ] |
| Minister za zdravje                                                   | Janez Poklukar        | Neodvisni | 17. februar 2021 | 17. februar 2021 | 17. februar 2021 | [ 31 ] |
| Minister za zdravje                                                   | Janez Poklukar        | Neodvisni |                  |                  |                  | [ 31 ] |
| Minister za javno upravo                                              | Boštjan Koritnik      | SMC       | 11. marec 2020   | 11. marec 2020   | 11. marec 2020   | [ 32 ] |
| Minister za javno upravo                                              | Boštjan Koritnik      | SMC       | 11               | 7                | 1                | [ 32 ] |
| Minister za zunanje zadeve                                            | Anže Logar            | SDS       | 10. marec 2020   | 10. marec 2020   | 10. marec 2020   | [ 33 ] |
| Minister za zunanje zadeve                                            | Anže Logar            | SDS       | 13               | 7                | 0                | [ 33 ] |
| Minister brez resorja pristojen za kohezijo                           | Zvone Černač          | SDS       | 13. marec 2020   | 13. marec 2020   | 13. marec 2020   | [ 34 ] |
| Minister brez resorja pristojen za kohezijo                           | Zvone Černač          | SDS       | 10               | 6                | 1                | [ 34 ] |
| Minister brez resorja pristojen za kohezijo                           | Zvone Černač          | SDS       | 10               | 5                | 2                | [ 34 ] |
| Ministrica brez resorja pristojna za Slovence v zamejstvu in po svetu | Helena Jaklitsch      | SDS       | 13. marec 2020   | 13. marec 2020   | 13. marec 2020   | [ 35 ] |
| Ministrica brez resorja pristojna za Slovence v zamejstvu in po svetu | Helena Jaklitsch      | SDS       | 7                | 3                | 3                | [ 35 ] |
| Minister za pravosodje                                                | Marjan Dikaučič       | SMC       | 10. junij 2021   | 10. junij 2021   | 10. junij 2021   | [ 36 ] |
| Minister za pravosodje                                                | Marjan Dikaučič       | SMC       | 7                | 6                |                  | [ 36 ] |
| Minister brez resorja, pristojen za digitalno preobrazbo              | Mark Boris Andrijanič | NSi       | 16. julij 2021   | 16. julij 2021   | 16. julij 2021   |        |
| Minister brez resorja, pristojen za digitalno preobrazbo              | Mark Boris Andrijanič | NSi       |                  |                  |                  |        |

### Odhod stranke DeSUS
Ob povratku Karla Erjavca na mesto predsednika DeSUS je napovedal, da sam v Janševi vladi ne bo sodeloval zaradi slabih izkušenj iz preteklosti. Erjavec je v ponedeljek po kongresu opravil pogovor s poslansko skupino. Priznal je, da je vlada ustrezno uresničila zaveze iz koalicijske pogodbe, a da ga motijo stvari, ki nanjo niso vezane. V javnost so nekaj dni po Erjavčevi ponovni izvolitvi prišle informacije o njegovem aktivnem delu na izstopu iz koalicije, ki naj bi ga predlagal tudi poslanski skupini, a ga je ta zavrnila. Robert Polnar je naslednji dan potrdil, da imajo štirje poslanci pripravljene izstopne izjave iz DeSUS, če se Erjavčeve težnje ne bi umirile, saj so veljavne odločitve organov stranke velevale sodelovanje v vladi. Ob tem bi poslanci ustanovili lastno poslansko skupino nepovezanih poslancev.
17. decembra 2020 je Erjavec sklical izvršni odbor in svet stranke, ki sta se odločila za izstop iz vladne koalicije in sicer še tisti dan. Poleg tega sta organa potrdila predlog izključitve poslanca Roberta Polnarja. Strankina ministra Tomaž Gantar in Jože Podgoršek sta ostala na položaju in njuno usodo predala v roke predsednika vlade. Organi stranke so Erjavca podprli za mandatarja Koalicije ustavnega loka. Gantar je s položaja zdravstvenega ministra sam odstopil dan kasneje, 18. decembra 2020. Njegov resor je začasno prevzel Janša sam.
12. marca 2021, dan pred prvo obletnico vlade, je premier Janez Janša povedal, da Jože Podgoršek ostaja kmetijski minister in da bo tako ostalo, dokler bo užival njegovo podporo in podporo poslanske skupine DeSUS. Slednja je napovedala, da bo konstruktivna opozicija. Janša je tudi povedal, da je bilo dogovorjeno, da bo Podgoršek neformalna vez med vlado in poslansko skupino DeSUS.

## Koalicijske stranke

### Ob nastopu vlade
| Stranka                               | Stranka                                    | Vodja | Ob nastopu vlade  | Ob nastopu vlade  |                   | Trenutno          | Trenutno |
| Stranka                               | Stranka                                    | Vodja | Število poslancev | Število ministrov | Število poslancev | Število ministrov |          |
| ------------------------------------- | ------------------------------------------ | --- | ----------------- | ----------------- | ----------------- | ----------------- | -------- |
| SDS                                   | Slovenska demokratska stranka              | Janez Janša | 26 / 90           | 7 / 16            | 26 / 90           | 7 / 16            |          |
| Konkretno                             | Konkretno                                  | Zdravko Počivalšek | 8 / 90            | 4 / 16            | 5 / 90            | 4 / 16            |          |
| NSi                                   | Nova Slovenija                             | Matej Tonin | 7 / 90            | 3 / 16            | 7 / 90            | 3 / 16            |          |
| DeSUS                                 | Demokratična stranka upokojencev Slovenije | Aleksandra Pivec (marec-september 2020) Tomaž Gantar v. d. (september-december 2020) Karl Erjavec (december 2020-marec 2021) Anton Balažek v. d. (marec 2021) Brigita Čokl v. d. (april-junij 2021) Ljubo Jasnič (junij 2021-) | 5 / 90            | 2 / 16            |                   | 1 / 16            |          |
| Vlado podpirajo, niso pa njeni člani: |                                            | |                   |                   |                   |                   |          |
| SNS                                   | Slovenska nacionalna stranka               | Zmago Jelinčič Plemeniti | 3 / 90            | /                 |                   | 3 / 90            | /        |
| IMNS                                  | Predstavnika narodnih skupnosti            | Felice Žiža Ferench Horváth | 2 / 90            | /                 | 2 / 90            | /                 |          |
| Skupaj:                               |                                            | |                   |                   |                   |                   |          |
| Vlada                                 | Vlada                                      | Vlada | 46 / 90           | 46 / 90           | 38 / 90           | 38 / 90           |          |
| Podporniki                            | Podporniki                                 | Podporniki | 5 / 90            | 5 / 90            | 5 / 90            | 5 / 90            |          |
| Skupaj                                | Skupaj                                     | Skupaj | 51 / 90           | 51 / 90           | 43 / 90           | 43 / 90           |          |

### Po izstopu DeSUS
| Stranka                               | Stranka                         | Vodja                       | Število poslancev | Število ministrov |
| ------------------------------------- | ------------------------------- | --------------------------- | ----------------- | ----------------- |
| SDS                                   | Slovenska demokratska stranka   | Janez Janša                 | 26 / 90           | 7 / 17            |
| Konkretno                             | Konkretno                       | Zdravko Počivalšek          | 5 / 90            | 4 / 17            |
| NSi                                   | Nova Slovenija                  | Matej Tonin                 | 7 / 90            | 4 / 17            |
| Vlado podpirajo, niso pa njeni člani: |                                 |                             |                   |                   |
| SNS                                   | Slovenska nacionalna stranka    | Zmago Jelinčič Plemeniti    | 3 / 90            | /                 |
| IMNS                                  | Predstavnika narodnih skupnosti | Felice Žiža Ferench Horváth | 2 / 90            | /                 |
| Skupaj:                               |                                 |                             |                   |                   |
| Vlada                                 | Vlada                           | Vlada                       | 38 / 90           | 38 / 90           |
| Podporniki                            | Podporniki                      | Podporniki                  | 5 / 90            | 5 / 90            |
| Skupaj                                | Skupaj                          | Skupaj                      | 43 / 90           | 43 / 90           |

### Spremembe števila poslancev
- 15. maja 2020, dva meseca po imenovanju vlade, je iz poslanske skupine Stranke modernega centra zaradi nestrinjanja izstopil poslanec Jani Möderndorfer in prestopil v opozicijsko stranko LMŠ.
- 19. maja 2020 je iz poslanske skupine Stranke modernega centra izstopil nadomestni poslanec Gregor Židan in prestopil v opozicijsko poslansko skupino SD.
- 17. decembra 2020 je vlado zapustila stranka DeSUS, s čimer je vlada formalno izgubila pet poslancev. Podporo je vladi je kljub temu napovedal poslanec Robert Polnar, prav tako so z vlado večinoma glasovali ostali poslanci poslanske skupine DeSUS.
- 26. marca 2021 so iz poslanske skupine SMC izstopili poslanci Janja Sluga, Branislav Rajić in predsednik DZ Igor Zorčič. Prav tako je iz poslanske skupine DeSUS izstopil Jurij Lep. Oblikovali so svojo poslansko skupino nepovezanih poslancev, ki je postala opozicijska, s čimer je vlada izgubila štiri glasove

## Interpelacije, nezaupnice in ustavne obtožbe

### Interpelacije
| Datum interpelacije                      | Interpelirani minister                                                          | Predlagatelj                                                                           | Razlog interpelacije | Rezultat | Rezultat | Rezultat | Rezultat | Rezultat      | Podpora strank                                                              | Podpora strank                                                                           | Podpora strank                                    |        |
| Datum interpelacije                      | Interpelirani minister                                                          | Predlagatelj                                                                           | Razlog interpelacije | Navzočih | ZA       | PROTI    | VZDRŽANI | Izid          | PODPRLE                                                                     | NASPROTOVALE                                                                             | VZDRŽANE                                          |        |
| ---------------------------------------- | ------------------------------------------------------------------------------- | -------------------------------------------------------------------------------------- | --- | -------- | -------- | -------- | -------- | ------------- | --------------------------------------------------------------------------- | ---------------------------------------------------------------------------------------- | ------------------------------------------------- | ------ |
| Četrtek, 11. junij 2020                  | Zdravko Počivalšek minister za gospodarski razvoj in tehnologijo                | Skupina poslank in poslancev, prvopodpisani Robert Pavšič, Lista Marjana Šarca.        | Domnevne nepravilnosti pri nabavi zaščitne opreme med epidemijo koronavirusa. | 89       | 37       | 51       | 1        | neizglasovana | - LMŠ - SD - SAB - Levica                                                   | - SDS - SMC - NSi - DeSUS - SNS - manjšini                                               | Gregor Židan, SD                                  | [ 48 ] |
| Petek, 18. september 2020                | Aleš Hojs minister za notranje zadeve                                           | Skupina poslank in poslancev, prvopodpisani Matjaž Nemec, Socialni demokrati.          | Naročanje in javno sugeriranje policiji o postopanju v določenih zadevah ter odprava prepovedi koncerta Thompsona | 85       | 38       | 43       | 4        | neizglasovana | - LMŠ - SD - SAB - Levica                                                   | - SDS - SMC - NSi - DeSUS - SNS - Felice Žiža, predstavnik italijanske manjšine          | Nekateri poslanci DeSUS.                          | [ 49 ] |
| Ponedeljek, 15. marec 2021               | Simona Kustec ministrica za izobraževanje, znanost in šport                     | Skupina poslank in poslancev, prvopodpisani Matej Tašner Vatovec, Levica.              | Dolgotrajno zaprtje šol, neustrezen načrt za pouk v trenutnih razmerah, neenaka obravnava otrok ter pomanjkanje dialoga | 80       | 38       | 41       | 1        | neizglasovana | - LMŠ - SD - SAB - Levica                                                   | - SDS - SMC - NSi - Robert Polnar, DeSUS                                                 | En poslanec DeSUS                                 | [ 50 ] |
| Četrtek, 18. marec 2021                  | Janez Cigler Kralj minister za delo, družino, socialne zadeve in enake možnosti | Skupina poslank in poslancev, prvopodpisana Jerca Korče, Lista Marjana Šarca.          | Nezadostna priprava DSO-jev na drugi val covida 19, nepriprava predlog za zajezitev širjenja virusa na delovnih mestih, neustrezen dialog ter domnevno koruptivno ravnanje pri dodeljevanju sredstev zavodu Iskreni                                                   | 83       | 38       | 44       | 0        | neizglasovana | - LMŠ - SD - SAB - Levica                                                   | - SDS - SMC - NSi - nekateri poslanci DeSUS - manjšini                                   | /                                                 | [ 51 ] |
| Sreda, 24. marec Četrtek, 25. marec 2021 | Vasko Simoniti minister za kulturo                                              | Skupina poslank in poslancev, prvopodpisani Matjaž Han, Socialni demokrati.            | Neučinkovito ukrepanje pri odpravi posledic blokade kulture, poskus omejevanja medijev, neizplačevanje sredstev za kulturo, kadrovanje v kulturnih ustanovah ter nepriprava nac. programa za kulturo                                                                  | 83       | 43       | 40       | 0        | neizglasovana | - LMŠ - SD - SAB - Levica - nekateri poslanci SMC - nekateri poslanci DeSUS | - SDS - NSi - SNS - nekateri poslanci SMC - nekateri poslanci DeSUS                      | /                                                 | [ 52 ] |
| Petek, 19. november 2021                 | Simona Kustec ministrica za izobraževanje, znanost in šport                     | Skupina poslank in poslancev, prvopodpisani Matej T. Vatovec, Levica.                  | Nejasnosti pred začetkom novega šolskega leta, ukinitev Šole za ravnatelje, domneven napačen odnos do sindikatov, znanstvene dejavnosti in družbe, očitek zanemarjanja športa in neobčutljivosti za duševno stanje mladih                                             | 81       | 42       | 39       | 0        | neizglasovana | - LMŠ - SD - SAB - Levica - Nepovezani (NeP)                                | - SDS - NSi - SMC - Felice Žiža, predstavnik italijanske manjšine - Robert Polnar, DeSUS | /                                                 | [ 53 ] |
| Ponedeljek, 22. november 2021            | Marjan Dikaučič minister za pravosodje                                          | Skupina poslank in poslancev, prvopodpisana Tina Heferle, Lista Marjana Šarca.         | Ponovitev razpisa za izbiro dveh evropskih delegiranih tožilcev, odlašanje vlade pri imenovanju državnih tožilcev, predlogom novele zakona o nalezljivih boleznih | 77       | 42       | 28       | 7        | neizglasovana | - LMŠ - SD - SAB - Levica - Nepovezani (NeP) - Ivan Hršak, DeSUS            | - SDS - NSi - SMC                                                                        | - nekateri poslanci NSi - nekateri poslanci DeSUS | [ 54 ] |
| Petek, 17. december 2021                 | Andrej Vizjak minister za okolje in prostor                                     | Skupina poslank in poslancev, v imenu predlagateljev Rudi Medved, Lista Marjana Šarca. | Očitki glede afere glupi davki, sprejetja škodljivega in nevarnega Zakona o vodah, onemogočanja sodelovanja nevladnih organizacij in stroke pri pripravi zakonodaje ter gradbena zakonodaja                                                                           | 81       | 43       | 29       | 10       | neizglasovana | - LMŠ - SD - SAB - Levica - NeP                                             | - SDS - SMC                                                                              | - NSi - DeSUS                                     | [ 56 ] |
| Ponedeljek, 20. december 2021            | Aleš Hojs minister za notranje zadeve                                           | Skupina poslank in poslancev, predlgatelj Matej T. Vatovec, Levica.                    | Očitki soustvarjanja izrednih razmer, policijskega nasilja na protestih, nezakonitega zaposlovanja v policiji, ponižujočega in nestrokovnega odnosa do splošne javnosti, protiustavnega omejevanja človekovih pravic ter neprijave kaznivega dejanja ministra Vizjaka | 82       | 44       | 37       | 1        | neizglasovana | - LMŠ - SD - SAB - Levica - NeP - Ivan Hršak, DeSUS                         | - SDS - NSi - SMC                                                                        | - Robert Polnar, DeSUS                            | [ 58 ] |

### Nezaupnice
| Datum glasovanja             | Predlagani mandatar | Predlagatelj                                                                  | Razlog interpelacije | Rezultat | Rezultat | Rezultat   | Rezultat      | Podpora strank                                      | Podpora strank                                    | Podpora strank |
| Datum glasovanja             | Predlagani mandatar | Predlagatelj                                                                  | Razlog interpelacije | ZA       | PROTI    | NEVELJAVNI | Izid          | PODPRLE                                             | NASPROTOVALE                                      | VZDRŽANE       |
| ---------------------------- | ------------------- | ----------------------------------------------------------------------------- | --- | -------- | -------- | ---------- | ------------- | --------------------------------------------------- | ------------------------------------------------- | -------------- |
| Ponedeljek, 15. februar 2021 | Karl Erjavec DeSUS  | Skupina desetih poslancev, prvopodpisani Brane Golubović, Lista Marjana Šarca | Očitanje neobvladovanja epidemije, napadov na novinarje, nespoštovanje delitve oblasti, človekovih pravic in pravne države. | 40       | 7        | 6          | neizglasovana | - LMŠ - SD - Levica - SAB - nekateri poslanci DeSUS | - SDS - SMC - NSi - SNS - nekateri poslanci DeSUS | /              |

### Ustavne obtožbe
| Datum odločanja | Obdolženi                    | Predlagatelj                                                                       | Razlog ustavne obtožbe                                                                                         | Rezultat | Rezultat | Rezultat | Rezultat      | Podpora strank                                  | Podpora strank                                               | Podpora strank |        |
| Datum odločanja | Obdolženi                    | Predlagatelj                                                                       | Razlog ustavne obtožbe                                                                                         | ZA       | PROTI    | VZDRŽANI | Izid          | PODPRLE                                         | NASPROTOVALE                                                 | VZDRŽANE       |        |
| --------------- | ---------------------------- | ---------------------------------------------------------------------------------- | --- | -------- | -------- | -------- | ------------- | ----------------------------------------------- | ------------------------------------------------------------ | -------------- | ------ |
| 26. maj 2021    | Janez Janša predsednik vlade | Skupina poslank in poslancev, prvopodpisani Jani Möderndorfer. Lista Marjana Šarca | Država decembra lani v drugem krogu nabave ni naročila cepiva BioNTecha in Pfizerja, ki bi pripadlo Sloveniji. | 42       | 44       | 1        | neizglasovana | - LMŠ - SD - Levica - SAB - skupina nepovezanih | - SDS - SMC - NSi - SNS - manjšini - nekateri poslanci DeSUS | Poslanec DeSUS | [ 60 ] |

## Epidemija koronavirusa
14. vlada RS je uradno nastopila 13. marca 2020 zvečer. Ta dan je bilo v državi potrjenih 141 okužb obolelih s covidom-19 (prva okužba v Sloveniji je bila potrjena 4. marca 2020). Že uro po imenovanju so se ministri sešli na prvi seji vlade, namenjeni predvsem konstruiranju in nujnim ukrepom za zajezitev virusa. Ustanovili so Krizni štab RS za zajezitev in obvladovanje epidemije COVID-19, ki bi do popolne operativnosti vlade vodil koordinacijo ukrepov. Za vodjo štaba je bil postavljen premier Janša, uradni govornik pa je postal Jelko Kacin. Deloval je na dveh nivojih; prvega je sestavljala ministrska ekipa, v drugi pa so bili tudi odgovorni uslužbenci in strokovnjaki. Vlada je na seji imenovala tudi nekaj novih sekretarjev. Na vrhu Policije so razrešili generalno direktorico Tatjano Bobnar, ki jo je nadomestil Anton Travner, prav tako razrešena je bila generalmajorka Slovenske vojske Alenka Ermenc, ki jo je začasno nadomestil Robert Glavaš.
17. marca 2020 je vlada v dvorani Državnega sveta sklicala razširjen svet za nacionalno varnost. Na večerni seji, dne 24. marca 2020, je vlada ukinila krizni štab, saj da je postala polno operativna. Različne raziskave so Slovenijo med prvim valom uvrstile med najuspešnejše države pri zajezitvi epidemije, v drugem valu jeseni 2021 pa je bil rezultat obraten. Med slabšimi je bila tudi po precepljenosti, ko je postalo dostopno cepivo.

#### Aplikacija #OstaniZdrav
Glavni članek: Aplikacija #OstaniZdrav
V juliju in avgustu se je število dnevnih okužb znova povečalo, na med 15 in 40 dnevno. Za nadzor okužb je vlada priredila nemško aplikacijo za sledenje okužbam, ki uporabnikom sporoči, če so bili v stiku z okuženo osebo. Aplikacijo so poimenovali #OstaniZdrav, na voljo pa je bila od 17. avgusta 2020, za uporabnike iOS operacijskega sistema pa od konca avgusta. Minister za javno upravo Boštjan Koritnik, ki je bdel nad razvojem aplikacije, je dejal, da bo uporaba aplikacije prostovoljna, glede na razvoj trenda okužb pa se lahko vlada odloči tudi za obvezno uporabo. V dveh dneh si je aplikacijo na svoj pametni telefon namestilo okoli 20.000 uporabnikov. Uvedba aplikacije je, predvsem v opozicijskih vrstah, sprožila pomisleke glede varovanja zasebnosti in osebnih podatkov. Aplikaciji so voditelji nekaterih opozicijskih strank nasprotovali. S šestim protikoronskim paketom je vlada uredila povezljivost aplikacije #OstaniZdrav s tovrstnimi aplikacijami članic Evropske unije.

### Protikoronski paketi (PKP)
Vlada RS je z namenom soočanja z izzivi in posledicmi epidemije v državi sprejela vrsto zakonskih svežnjev (paketov ukrepov za omilitev posledic epidemije). Do pričetka marca 2021 je bilo sprejetih 8 takšnih paketov.

## Vidnejše odločitve vlade

### Ustanovitev urada za demografijo
20. avgusta 2020, na 28. redni seji, je vlada sprejela sklep o ustanovitvi Urada za demografijo Republike Slovenije, ki je bila ena od koalicijskih zavez Demokratične stranke upokojencev Slovenije. Z obzirom na decentralizacijo, ki je bila ena od postavka 14. vlade, je sedež urad predviden v Mariboru, vodil pa bi ga minister brez listnice, kot sta minister za razvoj, strateške projekte in kohezijo ter minister za Slovence v zamejstvu in po svetu. Po koalicijski pogodbi je ministrski sedež pripadel stranki DeSUS. Na seji, 10. oktobra 2020, je vlada sprejela odločitev, da urada ne bo vodil minister brez listnice ampak direktor, ki bo odgovoren vladi.
Državni zbor je opravil drugo obravnavo vladnega predloga 2. marca 2021. Vlada je predvidela preoblikovanje Slovenskega državnega holding (SDH) v demografski sklad in bi tako pokrival večino državnih naložb. 40 % prejetih dividend in 40 % profita od prodaje naložb bi se tako prelilo v sklad, preostanek bi namenili ukrepom družinske politike in skrbi za ostarele. 10 % bi se na predlog vlade zlilo tudi v štipendiranje. 
Opozicija in sindikati so bili do predloga kritični, saj so menili, da vladni predlog ne prinaša omenjenih rešitev za pokrivanje pokojninskih vrzeli, temveč le koncentracijo moči na enem uradu pri upravljanju državnega premoženja. Prav tako je veliko prahu dvignil predlog zaradi prenosa Slovenske tiskovne agencije na omenjeni sklad, s čimer bi lahko vlada po novem dobila vzvode za poseganje v neodvisne nadzorne organe družbe. Predlagali so tudi posvetovalni referendum.
Urad je bil uradno odprt 12. aprila 2022 v Mariboru. Direktor je postal Danilo Lončarič.

### Turistični boni
Vlada je v prvem valu epidemije koronavirusa sprejela odločitev o turističnih bonih oz. vavčerjih. Vsak polnoletni državljan je prejel bon v višini 200 €, mladoletni pa 50 €, ki so jih lahko unovčili pri slovenskih turističnih ponudnikih za nočitev z zajtrkom. Sprva je bila možnost unovčitve bonov planirana do konca leta 2020, a je vlada možnost njihove uporabe, zaradi znova razglašene epidemije, podaljšala do konca leta 2021. Slovenija je bila tudi zavoljo vavčerjev pri Eurostatu izmerjena kot država z najvišjo rastjo nočitev domačih gostov med članicami Evropske unije. 
Junija 2021 je vlada znova sklenila uvesti turistične bone, katerih možnost uporabe pa so razširili še na kulturo, šport in rekreacijo ter gostinstvo, vredni pa bodo 50 €.

### Delo in sociala
Zakon o spremembah in dopolnitvah Zakona o pokojninskem in invalidskem zavarovanju (ZPIZ-2I)
Državni zbor Republike Slovenije je Zakon o spremembah in dopolnitvah zakona o pokojninskem in invalidskem zavarovanju (Ur. l. RS, št. 51/21 oz. ZPIZ-2I) sprejel 23. marca 2021. ZPIZ-2I skrajšuje prehodno obdobje izenačevanja odmerne lestvice za moške z žensko lestvico. Popolno izenačitev bi dosegli s 1. januarjem 2023. Prejemnikom starostne, predčasne ali invalidske pokojnine se z novim zakonom zagotovi minimalna pokojnina v višini 29,5 % najnižje pokojninske osnove, to je 279,56 € (od. 1. januarja 2021 je minimalna pokojninska osnova 947,67 evra). 31. maja 2021 je Zavod za pokojninsko in invalidsko zavarovanje Slovenije 103.569 prejemnikom izplačal višje pokojnine. Zagotovljena vrednost navadne pokojnine po noveli je 620,00 €, znesek invalidske pokojnine 388,54 evra.
Minimalna plača
Vlada je z januarjem 2021 minimalno plačo zvišala na 1024,24 € bruto.

### Obramba
Zagotavljanje sredstev za investicije v Slovenski vojski
Na seji, dne 24. junija 2020, je vlada sprejela Predlog zakona o zagotavljanju sredstev za investicije v Slovenski vojski v letih 2021 do 2026, ki v tem časovnem obdobju Slovenski vojski namenja finančna sredstva višini 780 milijonov evrov; od tega skupno 100 milijonov v prvih dveh letih, nato pa vsako nadaljnje leto po 145 milijonov evrov. Z zakonom bo vojska lahko sklepala večletne pogodbe, ki lahko presegajo časovni okvir letnega državnega proračuna, ne smejo pa presegati letnih omejitev zakona. Paket investicij vsebuje nakup dveh helikopterjev in transportnega leta z izgradnjo hangarja, nakup oklepnih vozil za prevoz vojakov, vzpostavitev srednje bataljonske bojne skupine ipd. Obrambni minister Matej Tonin je večkrat poudaril, da se s to investicijo odloča o obstoju Slovenske vojske, saj od leta 2008 ta ni bila deležna investicij. Zakon je podprlo vodstvo Slovenske vojske, prav tako tudi predsednik države in vrhovni poveljnik oboroženih sil Borut Pahor, ki je več let zapored kondicijo Slovenske vojske za delovanje v vojni ocenil kot nezadostno.
Odbor za obrambo Državnega zbora Republike Slovenije je predlog zakona obravnaval 3. septembra 2020 in ga potrdil z desetimi glasovi ZA in petimi PROTI. 27. oktobra 2020 so poslanci s 35 glasovi za in 47 proti zavrnili predlog za razpis posvetovalnega referenduma o zakonu.
Opozicijske stranke Lista Marjana Šarca, Socialni demokrati, Levica in Stranka Alenke Bratušek so investiciji nasprotovale, saj da čas epidemije ni pravi čas za tolikšno investicijo v vojsko, saj da država denar potrebuje za blaženje epidemije. Stranka Levica, ki se je v razpravi investicijam najbolj nasprotovala, je le-te označila za "sledenje ameriškim interesom" in "okupaciji globalnega juga". Levica in SD sta 21. novembra 2020 začeli z zbiranjem podpisov za razpis referenduma, v državni zbor sta jih vložili 26. novembra 2020. Minister Tonin je med kampanjo zbiranja podpisov opozoril na zavajanje Levice in Socialnih demokratov, saj sta uporabljali slogan "780 milijonov za tanke", čeprav zakon nakupa tankov ne predvideva, prav tako ne predvideva nakupa bojnih helikopterjev, ki so jih upodobili na plakatih, ampak transportne.
Januarja 2021 je Ustavno sodišče Republike Slovenije zakon začasno zadržalo. 13. aprila 2021 je državni zbor s 46 glasovi proti 31 izglasoval sklep, da je zakonodajni referendum o noveli zakona o izvrševanju proračuna za leti 2021 in 2022 nemogoč. Ustavno sodišče Republike Slovenije je pritrdilo državnemu zboru. Po odločitvi sodišča in volitvah je Tonin naznanil uradni podpis pogodbe za nakup oklepnikov v vrednosti 343,4 milijona evrov, na podpis pa je kot najverjetnejšega premierja povabil tudi Roberta Goloba. Ta je Tonina pozval, naj se podpisa vzdrži, Levica pa je dejala, da vlada nima več legitimnosti za takšne podpise, kljub temu, da je v tem času še imela polne pristojnosti. Podpis pogodbe je potekal 11. maja v Münchnu. Nastajajoča koalicija Roberta Goloba je napovedala uporabo vseh pravnih sredstev za prekinitev pogodbe. Predsednik republike Borut Pahor pa je dejal, da z nakupom oklepnih vozil Slovenija ne sme odlašati.
Na slavnostnem koncertu Orkestra Slovenske vojske ob 30. obletnici samostojne Slovenije je Matej Tonin dejal, da so v parlamentarni proceduri 3 zakoni, ki bodo omogočili uveljavljanje statusa in pravic tudi vojaškim in civilnim invalidom vojne, ki do sedaj tega niso mogli storiti. Nadalje bodo svojci padlih v vojni prejeli odškodnino, prav tako pa bodo priznane pravice svojcem civilnih izgub med vojno za Slovenijo.
Odziv na dogodke v Afganistanu
Ob krizni situaciji v Afganistanu in prevzemu oblasti s strani talibanov, je Janez Janša na Twitter zapisal: "Kaos v Afganistanu in predaja sodobne oborožitve za 300.000 mož Talibanom je doslej največji poraz za #NATO v zgodovini. Kot del zavezništva smo zanj soodgovorni. Prepuščanje afganistanskih zaveznikov terorju Talibanov pa je sramotno dejanje. Vse skupaj simbol konca neke dobe." Obrambni minister Tonin je sporočil, da so se v tistem času v Afganistanu nahajali še trije Slovenci, za katere je ministrstvo iskalo najhitrejšo možno evakuacijsko pot z letališča v Kabulu. Naslednji dan sta državo zapustila dva Slovenca, en se je odločil ostati. Slovenski zunanji minister Anže Logar je 17. avgusta 2021 dejal, da bo Slovenija sprejela državljane Afganistana in njihove družine, ki so delovali za Evropsko unijo in jim nudila zaščito.

### Infrastruktura in energetika
Uvedba elektronskih vinjet
Vlada je predlagala uvedbo elektronskih vinjet, ki bi nadomestila tedanje tiskane in zakon za to potrdila 20. avgusta 2020. Vinjete bi bile vezane na registrsko tablico, ki bi jih nato sledili mehanizmi DARS. Če bi sistem zaznal tablico, ki je registrirana v sistemu, bi podatek o njej takoj izbrisal, vozila, katerih tablice pa v sistem niso bile vnesene, pa bi sankcionirali. Za razliko od starega vinjetnega sistema, bi bile nove elektronske vinjete vezane na čas nakupa - letna vinjeta tako ne bi več veljala v določenem koledarskem letu, ampak eno leto od nakupa. Predlog zakona je pristojni državnozborski odbor potrdil brez glasu proti. Uvedbo e-vinjet je ministrstvo za infrastrukturo predvidelo za december 2021, kupiti pa jih bo mogoče s pomočjo aplikacije, spleta in na bencinskih servisih.
Prepoved prehitevanja za tovornjake
7. novembra 2020 je infrastrukturni minister Jernej Vrtovec sporočil, da so z Družbo za avtoceste Republike Slovenije dosegli dogovor, da se na avtocesti A1 med Šentiljem in Koprom vozilom nad 7,5 ton prepove prehitevanje. Prepoved velja med 6. in 18. uro, lahko pa dotična vozila prehitevajo tudi v dnevnem času, a le na odsekih, kjer so trije vozni pasovi v eno smer. Ukrep je začel veljati z novim letom 2021.
Dovoljenje platform za prevoze
Ministrstvo za infrastukturo je predlagalo omogočanje digitalnih platform za nudenje prevoznih storitev, kot sta Uber in Bolt in s tem liberalizirati trg taksi storitev. Poskusi takšne spremembe zakona se so poprej zgodili že v času vlad Mira Cerarja in Marjana Šarca. Ministrstvo je spremembe argumentiralo z željo po večji mobilnosti prebivalstva, modernizaciji in digitalizaciji, prav tako po preglednosti in kvaliteti storitev. Z novelo bi morali ponudniki taksi storitev tako pridobiti licenco, prav tako bi bila odpravljena obveznost taksimetra. Ponudniki digitalnih aplikacij morajo za delovanje v Sloveniji upoštevati slovensko zakonodajo na področju delovnih razmerij in zaščite delavcev. Vlada je predlog novele zakona sprejela 9. decembra 2020. Pristojni odbor za infrastrukturo je dal zadevi zeleno luč 5. maja 2021, Državni zbor Republike Slovenije pa s 50 glasovi ZA in 36 glasovi PROTI 1. junija 2021.
Predlog novele je vzbudil proteste taksistov, ki so izpostavili različne oblike slabe prakse s sistemom Uber v tujini, prav tako razpad slovenskega taksi trga.
Ugodnosti pri vozovnicah za dijake, študente in udeležence izobraževanja starejših
Ministrstvo za infrastrukturo je sredi avgusta 2021 predstavilo novosti na področju vozovnic in ponudbe javnega potniškega prometa, ki začnejo veljati 1. septembra 2021. Vozovnice za dijake, študente in udeleženci izobraževanja starejših, ki so do zdaj veljale le za relacijo od domovanja do mesta izobraževanje, so se za nespremenjeno ceno razširile na vse medkrajevne relacije po Sloveniji. V praksi to pomeni, da lahko dijaki in študenti in udeleženci izobraževanja starejših s svojo vozovnico potujejo po vsej državi, ne le na relaciji svojega izobraževanja. Cene subvencioniranih vozovnic so ob tem ostale enake; cena mesečne 25 € in cena letne 200 €. Ob enem se je veljavnost vozovnic z desetih mesecev podaljšala na dvanajst (torej celo leto). Minister Vrtovec je ob dejal, da želijo s spremembami spodbuditi uporabo javnega prevoza in "Omogočiti zlasti družinam oziroma skupinam z otroki, da lahko potujejo na izlete ali počitnice."
Zavijanje v desno pri rdeči luči
Ministrstvo za infrastrukturo je predlagalo novelo Zakona o pravilih cestnega prometa (ZPrCP), ki uvaja poseben prometni znak, ki pod posebnimi pogoji pri rdeči luči dovoljuje zavijanje v desno. Prvi znak je postavljen med Guncljami in Stanežičami v Ljubljani.
Odziv na rast cen energentov
Svetovno naraščanje cen energentov se je poznalo tudi v Sloveniji. Decembra 2021 je vlada napovedala energetske bone. 29. januarja 2022 je sprejela predlog rešitev; te so vključevale oprostitev plačila električne omrežnine za tri mesece, solidarnostni dodatek 150 evrov za najranljivejše skupine (67.000 prejemnikov varstvenega dodatka, upokojenci z največ 1.000 evrov pokojnine, invalidi, velike družine ipd.) ter nižanje trošarine na elektriko in pogonska goriva na najnižjo mogočo stopnjo. Prav tako so s predlogom izenačili pravice vseh gospodinjskih odjemalcev zemeljskega plina. Del opozicije je vladi očital prepozno ukrepanje in volilne bombončke.

### Kultura in mediji
Proračun za kulturo
Vlada je proračunska sredstva za kulturo za leto 2021 zvišala za 48,5 milijona evrov na 237 milijonov evrov. S tem so bila med drugim povečana sredstva za film in samozaposlene v kulturi. Med prednostne investicije v državi so bili uvrščeni projekti, kot je celovita prenova Slovenskega narodnega gledališča Drama Ljubljana, Arhiv Republike Slovenije in mariborski Center Rotovž. Redna proračunska sredstva za samozaposlene so se v letu 2020 povečala iz 9,38 milijonov evrov na 10,18 milijonov. V času epidemije koronavirusa je vlada od marca 2020 samozaposlenim namenila mesečni solidarnostni dodatek v višini 700 €. Sredstva za investicije v kulturno infrastrukturo so se povečala za 20,5 milijonov evrov. V proračunsko obdobje 2020-2022 je bil umeščen tudi Zakon o zagotavljanju sredstev za določene nujne programe v kulturi, ki je v veljavo stopil 1. januarja 2021 in bo kulturi namenjal še 22,25 milijona evrov.
Za pol milijona evrov so se dvignila sredstva za nakup knjižnega gradiva v knjižnicah, za po en milijon pa je vlada povečala sredstva za založniško dejavnost, filmsko dejavnost in spomenike v javni in zasebni lasti. Za skoraj dva milijona oz. 1,9 milijona so se povečala sredstva namenjena gledališki, glasbeni, vizualni in intermedijski ustvarjalnosti Država je v letu 2020 za kulturo izplačala tudi 83 % več sredstev kot leto prej. V sklopu Načrta za okrevanje in odpornost je za kulturo načrtovanih okoli 87 milijonov nepovratnih evropskih sredstev.
Ukrepi med epidemijo
Vlada je v času epidemije koronavirusa samozaposlenim in verskih uslužbencem namenila po 700 € kontinuiranega mesečna temeljnega dohodka, prav tako so jim bili še naprej plačevani socialni prispevki. Povprečno je bilo na samozaposlenega v letu 2020 izplačanih za 5.832 € socialnih prispevkov. Sprva so morali samozaposleni upravičenost do paketov pomoči izkazati na podlagi izpada prometa napram mesecu februarju 2020, kar je sprožilo neodobravanje, saj pretežno delujejo na projektih in so njihovi prihodki nakazani v različnih obdobjih, ne mesečno. Ministrstvo je vrzel popravilo. Ukrepe in financiranje nevladnih organizacij s področja uprizoritvenih umetnosti po veljavni pogodbi je pozdravilo tudi društvo nevladnih organizacij Asociacija.
Poleti 2021 je vlada ponovno uvedla t. i. vavčerji, ki pa so bili tokrat unovčljivi tudi za kulturno ponudbo.
Ustanovitev Muzeja slovenske osamosvojitev
Vlada je 24. marca 2021 sprejela sklep o ustanovitvi Muzeja slovenske osamosvojitve, vrednega štiri milijone evrov. Prostori zanj so namenjeni na Roški cesti v Ljubljani. Ministrstvo za kulturo je ob tem sporočilo, da bodo zbirko postavili vrhunski strokovnjaki in da vsebina ne bo temeljila na obstoječih zbirkah Muzeja novejše zgodovine Slovenije. Vladi je bilo ob tem očitano, da gre za ideološki projekt in nesmiseln, saj da čas osamosvojitve že predstavljajo muzeji novejše zgodovine.
Prekinitev financiranja STA
Vlada je na seji, 30. novembra 2020, sprejela informacijo urada za komuniciranje nefinanciranju Slovenske tiskovne agencije za leto 2020 in 2021. UKOM je navedel, da od STA ni dobil zahtevanih poslovnih podatkov in odgovorov na nekatera vprašanja, med drugim, zakaj je oglaševala v nekaterih medijih. UKOM, ki je od vlade pooblaščen za urejanje zadev v zvezi s STA, zato agenciji ni izplačal nadomestila za mesec oktober. Direktor UKOM Uroš Urbanija je dejal, da na uradu niso dobili zahtevanih podatkov in da sredstev "na lepo besedo" ne bodo izplačevali. Direktor STA Bojan Veselinovič je dejal, da si država kot ustanoviteljica takega posega ne bi smela dovoliti in da med zahtevki, ki so od UKOM prispeli na STA, ni bilo takega, ki bi ustrezal zakonu o gospodarskih družbah. Dejanje UKOM sta okrcali tudi koalicijski stranki DeSUS in Stranka modernega centra, opozicija in nekateri mediji pa so opozorili, da gre za poskus utišanja slovenskih medijev. UKOM je, kljub temu, da soglasja niso dosegli, 14. januarja 2021 tiskovni agenciji izplačal sredstva.
Pogodba za opravljanje javne službe med UKOM in STA se je iztekla 27. januarja 2021. UKOM je sporočil, da je svoje pogodbene obveznosti do Slovenske tiskovne agencije izpolnil, njen direktor pa na urad za komuniciranje še vedno ni poslal zahtevane finančne dokumentacije. Z UKOM so ob tem sporočili, da prejeli dopise novinarjev z STA, da so njihove plače od leta 2009, ko je vodenje agencije prevzel Bojan Veselinović, ostale na ravni med 1200 in 1300 evri, sam direktor pa je ob tem prejemal plačo 8000 evrov. UKOM računa v višini 169.000 €, ki je za mesec januar prišel z STA, ni poravnal, saj subjekta nimata več sklenjena pogodbenega razmerja. Direktor STA Bojan Veselinović je odvrnil, da UKOM financiranje tiskovne agencije zavezuje zakon in dogajanje označil kot ofenzivo na STA. Zdravko Počivalšek je izrazil zaupanje do Slovenske tiskovne agencije in pozval posredovanju želene dokumentacije, podobno je v dopisu Bojanu Veselinoviću izpostavil Matej Tonin, ki je Veselinoviću očital, da ima novinarje STA za talce.
Direktor STA Veselinovič je aprila 2021 vladi v dopisu sporočil, da ji omogoča dostop do dokumentacije STA. 22. aprila 2021 je agencija s dostavno službo škatlo z dokumentacijo poslala v Kabinet predsednika vlade Janeza Janše. Vodstvo je ob tem sporočilo, da želijo s pošiljko "preprečiti propad STA, izgubo stotih delovnih mest in škodo, ki bi nastala z ugasnitvijo pomembnega akterja na medijskem trgu pri obveščanju javnosti ter škodovala ugledu države na pragu njene 30-letnice." Pošiljka je bila naslednji dan vrnjena na sedež Slovenske tiskovne agencije; zraven je bil poslan dopis, v katerem je vodja kabineta Peter Šuhel zaprosil, da STA dokumentacijo pošlje na Urad vlade za komuniciranje RS, ki je pooblaščen za komunikacijo s STA ter da "Kabinet predsednika vlade ni vmesna poštna postaja, ki bi si jo lahko kdorkoli izbral za pomoč pri izogibanju svojih zakonskih odgovornosti." STA vrnjene pošiljke ni sprejela in jo ponovno poslala v kabinet predsednika vlade.
30. septembra 2021 je z mesta direktorja Slovenske tiskovne agencije odstopil Bojan Veselinović. Na kasnejšem razpisu je bil za novega direktorja izbran Igor Kadunc, nekdanji generalni direktor RTV Slovenija. Z nastopom mandata se je odzval na vabilo Ukoma na skupno srečanje, kjer sta oba direktorja 8. novembra 2021 podpisala pogodbo o financiranju agencije. Pogodba je poleg financiranja javne službe do konca leta 2021 vključevala neizplačana sredstva za celotno leto. 1. februarja 2022 sta deležnika podpisala tudi pogodbo za leto 2022.

### Okolje in prostor
Sprememba zakona o vodah
Ministrstvo za okolje in prostor je predlagalo spremembe Zakona o vodah (ZV-1); sprva je bila med spremembami predvidena tudi sprememba 69. člena, ki bi na priobalnih območjih omogočal gradnjo proizvodnih naprav z nevarnimi snovmi in odlagališč odpadkov na vodovarstvenih območjih, a pod strogimi okoljevarstvenimi regulativami. Po javni razpravi je bil člen umaknjen. 
Spremenil bi se 37. člen, ki bi ukinil možnost prilagajanja priobalnega pasu s strani vlade, razen za devet izjem, med katerimi so izboljšanje hidromorfoloških in bioloških lastnosti voda, zaščiti in reševanju ljudi, živali in premoženja, varovanje narave ipd. Ob tem se je ohranil pogoj pridobitve vodovarstvenega soglasja, ki se izda, če objekt ni okoljevarstveno tvegan. V starem zakonu je o ožanju priobalnega pasu na stavbnih zemljiščih odločala Vlada Republike Slovenije, tako za zasebne kot javne objekte. Statistika je pokazala, da je bilo okoli 80 % prošenj za ožanje obalnega pasu namenjenega za zasebne stanovanjske hiše.
Ministrstvo je z novim zakonom ukinilo možnost ožanja priobalnega pasu in uvedlo nekaj dodatnih izjem, o katerih pa ne bi odločala Vlada, temveč Direkcija za vode. Med izjeme so bili predlagani enostavni objekti in objekti javne rabe, za katere je prav tako potrebno pridobiti vsa vodna in okoljevarstvena soglasja in opraviti monitoringe. S spremembo zakona je vlada predvidela tudi zvišanje sredstev za urejanje vodotokov, kar bi zmanjšalo možnost poplav, in sicer so se sredstva dvignila z 10 na 17 milijonov evrov. Zakon je bil v proceduro vložen po skrajšanem postopku, kar je minister Vizjak opravičeval s čimprejšnjim zagotavljanjem dodatnih sredstev za urejanje vodotokov, da v jesenskem deževju ne bi prihajalo do večjih poplav oz. razlivanj. Odbor za infrastrukturo in okolje je novelo 9. marca 2021 podprl.
Zakon je vzbudil močno javno razpravo in odpor opozicijskih strank LMŠ, SD, Levica in SAB, prav tako so se proti zakonu izrekle številne nevladne organizacije, med njimi Greenpeace in društov Eko krog. Vladi in ministrstvu so očitali večjo pozidavo in privatizacijo obalnega pasu, kar je minister Vizjak vseskozi zanikal. Koncem pomladi se je pričelo zbiranje podpisov za razpis referenduma, akcijo so pobudniki poimenovali Za pitno vodo, na kar se zakon sicer direktno ne navezuje. Zbranih je bilo okoli 53.000 podpisov, s čimer je bil razpisan referendum, in sicer 11. julija 2021. Proti zakonu se je izreklo 86,58 % odstotka volilnih upravičencev, za pa jih je glasovalo 13,42 %, s čimer je zakon padel. Na referendumu je šlo za eno najvišjih referendumskih volilnih udeležb; glas je oddalo 781.264 upravičencev oz. 45,99 %.

### Javna uprava in birokracija
Dvig povprečnin in razbremenitev občin
Dvig povprečnin je bila ena od koalicijskih zavez 14. vlade Republike Slovenije. Aprila 2020 so raven povprečnine s 589,11 evra dvignili na 623,96 evra. S septembrskim sprejetjem proračuna za leti 2021 in 2022 se je raven dvignila na 628,20 evra, z možnostjo, da se v odvisnosti od razvoja dogodkov z epidemijo koronavirusa, vrednost povprečnine v letu 2022 še poviša.
Državni zbor je na glasovanju 7. decembra 2020 z 81 glasovi in nobenim proti podprli Zakon o finančni razbremenitvi občin. Država je od občin prevzela breme za mrliške oglednike, kritje stroškov za družinskega pomočnika, kritje obveznega zdravstvenega zavarovanja mladoletne občane, ki se šolajo in niso zavarovani kot družinski člani, ter za brezposelne slovenske državljane in tujce, ki so upravičeni do denarne socialne pomoči iz državnega proračuna. Država je prevzela tudi zagotavljanje nezgodnih zavarovanj in pravne zaščite gasilcev. Dodatno je država uvedla še sredstva za uravnoteženje razvitosti občin in sofinanciranje občin z romskim prebivalstvom in poenostavila kratkoročno zadolževanje občin z vključitvijo v Enotni zakladniški račun. Državni proračun bo prosilcem v celoti kril redstva za subvencioniranje neprofitnih najemnin. Po podatkih ministrstva za javno upravo naj bi zakon občine razbremenil za dobrih 70 milijonov evrov.

### Vzgoja in izobraževanje
Brezplačen vrtec za drugega otroka
27. januarja 2021 so poslanci na predlog vlade sprejeli Zakon o spremembah in dopolnitvah Zakona o vrtcih. S tem so subvencijo plačila vrtca za drugega otroka (če je prvi v vrtcu) zvišali s 70 na 100 odstotkov, prav tako za družine z več otroki. Nova ureditev je v veljavo vstopila s 1. septembrom 2021. Takšna ureditev je v Sloveniji že veljala, a je bila leta 2012 zaradi varčevalnih ukrepov ukinjena.

### Zdravje
Zakon o dolgotrajni oskrbi
Glej članek: Zakon o dolgotrajni oskrbi
Referenčne cene nabav
13. januarja 2022 je državni izbor z 42 glasovi za in 11 proti sprejel novelo zakona o javnem naročanju. Ta zahteva pridobitev referenčne cene z evropskega trga, s čimer bi se preprečilo, da bi se isti material v Sloveniji prodajal po višjih cenah kot v tujini.  V kolikor se izdelka po referenčni ceni (z dopustnim 10 odstotnim odstopanjem) ne bi moglo pridobiti, bi se lahko nabavilo s pogajanji brez predhodne objave, kar bi po mnenju predlagateljev preprečilo kartelne dogovore.

### Digitalizacija
Strateški svet za digitalizacijo
Vlada je na 198. dopisni seji, ki je potekala 10. aprila 2021, ustanovila Strateški svet za digitalizacijo. Svet kot posvetovalno telo služi predsedniku vlade. Na mesto predsednika sveta je bil imenovan Mark Boris Andrijanič, med člani pa so Daniel Avdagič, Marko Bajec, Julij Božič, Tomaž Gornik, Marko Grobelnik, Darja Grošelj, Andraž Kastelic, Jure Knez, Miha Lavtar, Jure Leskovec, Medeja Lončar, Gregor Macedoni, Andrej Mertelj, Maja Mikek, Ajša Vodnik, Jure Mikuž, Nejc Novak, Marko Pavlišič, Gregor Pipan, Mark Pleško, Matej Potokar, Emilija Stojmenova Duh, Irena Nančovska Šerbec, Sonja Šmuc, Aleš Špetič, Matej Tomažin, Andraž Tori, Žiga Turk, Žiga Vavpotič in Igor Zorko. Vsi člani sveta svoje delo opravljajo brezplačno, mandat predsednika je vezan na mandat predsednika vlade.
Svetu je bilo naloženo, da v petih mesecih predsedniku vlade pripravi predloge potrebnih sprememb na področju digitalizacije v Republiki Sloveniji, predvsem na področju gospodarstva in javne uprave. Opredeljena so bila različna področja digitalizacije, med katerimi so kibernetska varnost in umetna inteligenca. Svet je poklican tudi za izdajanje mnenj, predlogov in pravnih aktov - z namenom spodbujanja digitaliazacije.
Imenovanje ministra za digitalno preobrazbo
17. julija 2021 je vlada povečala ministrsko ekipo, dodan je bil minister brez resorja, pristojen za digitalno preobrazbo. Na to mesto je bil v državnem zboru imenovan Mark Boris Andrijanič, ki je pripadel kvoti Nove Slovenije. V državnem zboru je bil potrjen s 45 glasovi, 44 jih je bilo proti.
Digitalni boni
28. februarja 2022 je Državni zbor Republike Slovenije sprejel Zakon o spodbujanju digitalne vključenosti, ki med drugim vključuje subvencije za dvig digitalnih kompetenc, sooblikovanje politik resornih ministrstev, podpora ali izvedba izobraževalnih in promocijskih kampanj ter digitalne bone v vrednosti 150 evrov, ki so učencem zadnje triade osnovne šole, dijakom in študentom omogočali nakup računalniške opreme. Bon so prejeli tudi državljani, stari 55 let ali več, ki so se udeležili subvencioniranega izobraževanja na področju digitalne pismenosti. Boni so v veljavo stopili 15. junija 2022. Bom je omogočal nakup prenosnega, tabličnega ali namiznega računalnika, priklopne postaje za prenosni računalnik, računalniškega zaslona, tipkovnice in miške, digitalnega papirja, digitalnega peresa, čitalnika pametne kartice, spletne kamere, slušalk z mikrofonom, večfunkcijske naprave, optičnega čitalnika (skenerja), tiskalnika, 3D tiskalnika, zunanje pomnilniške enote, posebne računalniške opreme za digitalno vključenost invalidov in kompleta za učenje programiranja.

## Mednarodni odnosi
Ob nastopu se je vlada na področju zunanjih zadev zavzela za prijateljske odnose s sosednjimi državami in zavezniki, več t. i. "tihe diplomacije", uresničevanje slovenske strategije o zunanji politiki in uresničitev arbitražne razsodbe.
Predsednik vlade Janez Janša se v prvem polletju vlade ni udeleževal obiskov v tujini z izjemo zasedanj Evropskega sveta v Bruslju. Prvi mednarodni obisk je opravil, ko se je 3. julija 2020 v Ljubljani sestal z nemškim zunanjim ministrom Heikom Maasom. Z državniki sosednjih držav se je Janša sestal s hrvaškim premierjem Andrejem Plenkovićem, madžarskim premierjem Viktorjem Orbanom in avstrijskim kanclerjem Sebastianom Kurzem. Skupaj s slednjim sta skupaj odpotovala na julijski vrh Evropskega sveta, 8. septembra 2020 pa po srečanju v Sloveniji opravila tudi plezalni vzpon po triglavski severni steni. V času 14. vlade je po 23 letih, v sklopu turneje za podpis skupne deklaracije o 5G, v Slovenijo prišel ameriški zunanji sekretar Mike Pompeo, obisk je decembra 2020 v Washingtonu vrnil zunanji minister Anže Logar.
31. avgusta 2020 je vlada gostila Blejski strateški forum, ki se ga je udeležila največja delegacija tujih državnikov v zgodovini foruma. Udeležili so se ga Josep Borrell, visoki predstavnik Unije za zunanje zadeve in varnostno politiko, Bojko Borisov, predsednik vlade Bolgarije, Andrej Babiš, predsednik vlade Češke republike, Andrej Plenković, predsednik vlade Hrvaške, Viktor Orbán, predsednik vlade Madžarske, Mateusz Morawiecki, predsednik vlade Poljske, Aleksandar Vučić, predsednik Srbije, Tomáš Petříček, zunanji minister Češke, Gordan Grlić-Radman, hrvaški minister za zunanje zadeve, Peter Szijjárto, madžarski minister za zunanje zadeve, Zbigniew Rau, zunanji minister Poljske in Ivan Korčok, minister za zunanje in evropske zadeve Slovaške. Preko videozveze so bili prisotni še italijanski premier Giuseppe Conte, predsednica Mednarodnega denarnega sklada Kristalina Georgieva in predsednik Mednarodnega olimpijskega komiteja Thomas Bach.
Po napovedi poljske in madžarske blokade svežnja pomoči iz Evropske unije, če bo kriterij za razdeljevanje vladavina prava, je Janša na člane Evropskega sveta naslovil pismo, ki ga jeoznačil kot poskus klica k razumu: "Slovenija bo dosledno zagovarjala vladavino prava in enaka merila za vse in povsod, tako doma kot v EU." Opozicija in del medijev se je odzvala, da Janša ruši kredibilnost predsedovanja Slovenije in sramoti državo. Do pisma sta zadržanost izrekli koalicijski stranki DeSUS in Stranka modernega centra, ki je del o ukradenih volitvah ocenila za nerazumljiv in da so kot stranka volitve takrat zmagali pošteno. Nemška kanclerka Angela Merkel (ki je takrat predsedovala tudi Svetu Evropske unije) je o pismu dejala: "Slovenski premier Janez Janša je pozval k delu za kompromis, to pa je tudi v interesu nemškega predsedstva svetu EU." Dimitrij Rupel je pismo pohvalil in podprl.
Decembra 2020 je hrvaški predsednik vlade Andrej Plenković zaradi okužbe s koronavirusom prosil slovenskega premierja Janšo, da na vrhu Evropskega sveta zastopa tudi Republiko Hrvaško.
Ob obeležitvi 30. obletnice osamosvojitve Slovenije so osrednjo proslavo na povabilo predsednika vlade Janše obiskali predsednik Evropskega sveta Charles Michel, predsednik vlade Hrvaške Andrej Plenković, kancler Avstrije Sebastian Kurz, predsednik vlade Madžarske Viktor Orban, italijanski zunanji minister Luigi Di Maio ter zunanji minister Portugalske Augusto Santos Silva.
Na Blejskem strateškem forumu leta 2021 je bilo povabljenih največ mednarodnih gostov v zgodovini foruma. Med drugim so se panelov udeležili predsednik Evropskega parlamenta David Sassoli, predsednik Evropskega sveta Charles Michel, evropski komisarji Dubravka Šuica, Olivér Várhelyi vatikanski državni tajnik Petro Parolin, predsednik vlade Češke republike Andrej Babiš, predsednik vlade Hrvaške Andrej Plenković, predsednik vlade Madžarske Viktor Orbán, predsednik vlade Poljske Mateusz Morawiecki, predsednik vlade Grčije Kiriakos Micotakis, predsednik Srbije Aleksandar Vučić, predsednik vlade Slovaške Eduard Heger, predsednik vlade Črne gore Zdravko Krivokapić, predsednik vlade Kosova lbin Kurti, predsednik vlade Albanije Edi Rama, predsednik vlade Severne Makedonije Zoran Zaev, člana predsedstva BiH Željko Komšić in Šefik Džaferović, predsednik Bolgarije Rumen Radev, visoki predstavnik za Bosno in Hercegovino Christian Schmidt in predstavniki različnih organizacij, bank in ustanov.
Opozicija je vladi večkrat očitala oddaljevanje od "jedrnih držav EU" in približevanje Višegrajski skupini.

### Odziv na krizo v Ukrajini
Vlada je ob naraščanju napetosti med Rusko federacijo in Ukrajino podprla stališče zveze NATO. 13. februarja je zunanje ministrstvo slovenske državljane pozvalo k takojšnji zapustitvi Ukrajine, predsednik vlade Janez Janša pa je podprl ozemeljsko celovitost te države. Ob ruskem priznanju samooklicanih Donecke in Luganske ljudske republike je slovensko zunanjo ministrstvo na zagovor poklicalo ruskega veleposlanika v Sloveniji Timurja Ejvazova in mu izrazilo odločno nasprotovanje Slovenije ruskemu priznanju. Janša je ob tem napovedal obisk v Ukrajini 24. in 25. februarja 2022, na katerem je predvidel srečanje z ukrajinskim premierjem in predsednikom Zelenskim. 23. februarja sta Janša in poljski premier Morawiecki kolegom članom Evropskega sveta poslala skupni dopis, v katerem sta se med drugim zavzela do vključitve Ukrajine v Evropsko unijo do leta 2030.
24. februarja, ko je Ruska federacija uradno napadla Ukrajino, je Janša vnovič obsodil rusko agresijo: "Rusija mora takoj umakniti svojo vojsko in v celoti spoštovati ozemeljsko celovitost Ukrajine." Zaradi zapore zračnega prometa nad Ukrajino je bil Janšev obisk prestavljen, je pa na dan napada opravil telefonski pogovor z ukrajinskim premierjem Denisom Šmigalom. Vlada je ob tem na svoja poslopja v podporo izobesila ukrajinske zastave. Janša je večkrat zagovarjal tudi podporo strategiji za vključitev Ukrajine v Evropsko unijo.
Janša se je 15. marca 2022 s poljskim premierjem Morawieckim in češkim premierjem Fialo z vlakom odpravil v Kijev na srečanje z ukrajinskim državnim vrhom. Šlo je za prvi visoki obisk v Ukrajini od začetka vojne.

### Seznami obiskov
- Seznam obiskov predsednika vlade Janeza Janše (III. mandat)
- Seznam obiskov ministra za zunanje zadeve Anžeta Logarja

## Predsedovanje Svetu Evropske unije
Glej stran: Slovensko predsedovanje Svetu Evropske unije 2021

## Partnerstvo za razvoj
Po vzoru leta 2006 je Vlada Republike Slovenije 28. maja 2020 vsem parlamentarnim strankam poslala vabilo za sodelovanje pri sprejemanju pomembnih odločitev za prihodnost Slovenije, t. i. partnerstvo za razvoj. Leta 2006, ko je vlado prav tako vodil prvak SDS Janez Janša, so v partnerstvo vstopile vse stranke razen Liberalne demokracije Slovenije. Z njim so takrat uskladili 52 sistemskih zakonov.
Tokratno partnerstvo, ki nobene od podpisnic ne zavezuje k vnaprejšnji podpori nobenemu od predlogov zakonov, vključuje predvsem okrevanje gospodarstva po epidemiji koronavirusa, predsedovanje Svetu Evropske unije, Stranke bi po podpisu pogodbe dobile normativni vladni program ter se odločile, pri katerih zakonih bi želele sodelovati. Sodelovanje v partnerstvu so takoj zavrnili v stranki Levica, Listi Marjana Šarca ter pri Socialnih demokratih. Sprva je možnost za podpis partnerstva dopuščala Stranka Alenka Bratušek, ki pa se naposled za sodelovanje ni odločila. V opoziciji so se za vstop v partnerstvo odločili le Slovenska nacionalna stranka in poslanca madžarske in italijanske manjšine. Podpis partnerstva je potekal 3. julija 2020.